# Eric Rogers
Eric Rogers (ur. 1956 w Irlandii Północnej) – brytyjski inżynier, profesor University of Southampton. Specjalizuje się w projektowaniu systemów sterowania.

## Życiorys
Studia pierwszego stopnia z inżynierii mechanicznej ukończył w The Queen’s University of Belfast. Magisterium oraz doktorat w zakresie systemów sterowania uzyskał w University of Sheffield. Habilitował się na uczelni w Belfaście. Od 1990 pracuje w brytyjskim University of Southampton, gdzie od 1999 roku jest profesorem teorii i projektowania systemów sterowania. Redaktor naczelny czasopisma naukowego "Multidimensional Systems and Signal Processing" oraz "International Journal of Control". Wypromował ponad 20 doktorów.
W obszarze zainteresowań badawczych E. Rogersa znajdują się takie zagadnienia jak m.in. analiza i sterowanie procesami powtarzalnymi, sterowanie powtarzalnymi drganiami u ludzi, teoria i zastosowania sterowania iteracyjnego z uczeniem oraz sterowanie autonomicznymi pojazdami podwodnymi, napędami elektrycznymi, turbinami wiatrowymi oraz sieciami sensorycznymi.
Jest współautorem szeregu książek, m.in.:
- Eric Rogers, D. David H. Owens Stability Analysis for Linear Repetitive Process, wyd. Springer 1992[7]
- Mark French, Csaba Szepesvári, Eric Rogers Performance of Nonlinear Approximate Adaptive Controllers, wyd. John Wiley & Sons 2003[8]
- Eric Rogers, Krzysztof Galkowski, David H. Owens Control Systems Theory and Applications for Linear Repetitive Processes, wyd. Springer 2007[9]
- Chris Freeman, Eric Rogers, Jane H. Burridge, Ann-Marie Hughes, Katie L. Meadmore Iterative Learning Control for Electrical Stimulation and Stroke Rehabilitation, wyd. Springer 2015[10]

W 2017 otrzymał tytuł doktora honoris causa Uniwersytetu Zielonogórskiego.